# Uwe Heppner
Uwe Heppner, född den 18 juli 1960 i Merseburg i Tyskland, är en östtysk roddare.
Han tog OS-guld i scullerfyra i samband med de olympiska roddtävlingarna 1980 i Moskva.